# آکالوپتا اسکاتی
آکالوپتا اسکاتی (به انگلیسی: Acalolepta scotti) یک گونه سوسک از خانواده سوسک‌های شاخک‌دراز است. استفان فون برونینگ در سال ۱۹۳۶ آن را توصیف کرد. اولین بار در هند شناسایی شده‌است.